# Pebble
Pebble is een smartwatch van Pebble Technology uit 2013. De ontwikkeling en productie werd gefinancierd via de crowdfunding-website Kickstarter.
Pebble kan via bluetooth 4.0 verbinding maken met een smartphone, waardoor het via verschillende signalen (trilling, tekst of alarm) de gebruiker op de hoogte kan stellen van bijvoorbeeld nieuwe e-mails, binnenkomende oproepen, agenda-afspraken, berichten op sociale media of weeralarmen.

## Geschiedenis
Pebble is ontwikkeld door Eric Migicovsky, die het horloge in 11 april 2012 aankondigde op de website Kickstarter. Hier haalde het via crowdfunding $10,266,845 binnen van 68.929 mensen.
In januari 2013 is het horloge in productie gegaan en op 23 januari werden de eerste modellen verscheept. Op 4 juli van dat jaar waren er 85.000 stuks verkocht.
Op 1 januari 2014 zijn er 300.000 Pebble's verscheept.
Op 6 januari 2014 kondigde Pebble de Pebble Steel aan. Hierbij is vooral gedacht aan de Pebble Steel intern hetzelfde te houden zodat alles compatibel blijft. De Pebble Steel komt met een metalen zilveren of matte band en een leren band. In dezelfde persconferentie werd ook de Pebble App store aangekondigd waarbij alle apps samen komen. De Pebble app Store kwam eind januari 2014 uit.
Begin maart 2015, 2 jaar na de introductie van de originele Pebble, werd de volgende generatie Pebble horloges aangekondigd: Pebble Time. De naam van het horloge verwijst naar de aangepaste revolutionaire software die op het horloge draait. Het horloge bezit nu ook een e-ink kleurenscherm waarmee het maximaal 64 kleuren kan weergeven.
Begin december 2016 werd bekend dat Pebble Technology is overgenomen door Fitbit, en de productie van Pebble-smartwatches is gestaakt. Als gevolg hiervan zijn de aangekondigde Pebble Time 2  en Pebble Core geannuleerd. De Pebble 2 werd al eerder verkocht, daarom waren al een aantal Pebble 2's verkocht voor de overname van Fitbit.
Nadat FitBit de ondersteuning voor Pebble in 2016 beëindigde is deze ondersteuning overgenomen door een groep gebruikers onder de naam Rebble